# Mikail Özerler

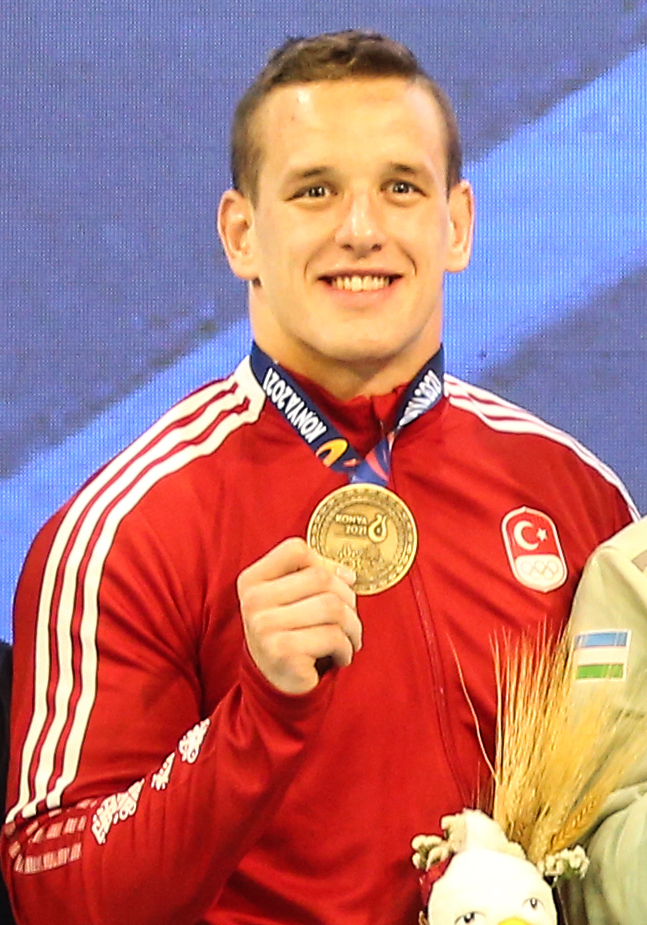
Mikail Özerler

Mikail Özerler (geboren als Mihael Žgank am 1. Februar 1994 in Celje) ist ein Judoka, der bis 2017 für Slowenien antrat. Sein größter Erfolg war Silber bei den Weltmeisterschaften 2017. Seit 2018 kämpft er für die Türkei, 2019 siegte er bei den Europameisterschaften.

## Sportliche Karriere
Der 1,81 m große Mihael Žgank kämpft seit 2011 international im Mittelgewicht, der Gewichtsklasse bis 90 Kilogramm. 2011 und 2012 gewann er jeweils Bronze bei den U20-Europameisterschaften. 2013 gewann er seinen ersten slowenischen Meistertitel in der Erwachsenenklasse, weitere folgten 2014, 2015, 2016 und 2017, wobei er die Titel 2016 und 2017 im Halbschwergewicht erreichte. 2014 war er Dritter der U23-Europameisterschaften. Im Juni 2015 fanden die Europameisterschaften im Rahmen der Europaspiele 2015 in Baku statt. Mihael Žgank unterlag im Viertelfinale dem Georgier Warlam Liparteliani und verlor in der Hoffnungsrunde gegen den Niederländer Guillaume Elmont, damit belegte Žgank den siebten Platz. Bei den Olympischen Spielen 2016 in Rio de Janeiro unterlag er in seinem Auftaktkampf dem Serben Aleksandar Kukolj. Bei den Weltmeisterschaften 2017 in Budapest besiegte Žgank im Viertelfinale den Südkoreaner Gwak Dong-han und im Halbfinale Aleksandar Kukolj. Im Finale traf er auf den zweiten Serben Nemanja Majdov, Žgank erhielt die Silbermedaille.
Nach seinem Erfolg bei den Weltmeisterschaften trat der türkische Judoverband an Mihael Žgank heran und bot ihm bessere Trainingsmöglichkeiten und finanzielle Unterstützung. 2018 wechselte er Namen und Nationalität und trat bei den Weltmeisterschaften 2018 in Baku als Mikail Özerler für die Türkei an. Im Achtelfinale schied er gegen den Spanier Nikoloz Sherazadishvili aus. Im Dezember 2018 gewann Özerler seinen ersten türkischen Meistertitel.
Im April 2019 gewann Özerler das Grand-Prix-Turnier in Antalya. Im Juni fanden in Minsk die Europaspiele 2019 statt, in deren Rahmen auch die Judo-Europameisterschaften 2019 ausgetragen wurden. Özerler bezwang bereits im Achtelfinale Aleksandar Kukolj. Im Viertelfinale besiegte er den Aserbaidschaner Mammadali Mehdiyev, im Halbfinale den Russen Chussein Chalmursajew. Mit seinem Finalsieg über den Israeli Li Kochman gewann Özerler die Goldmedaille. Zwei Monate später schied er bei den Weltmeisterschaften in Tokio im Achtelfinale gegen Mammadali Mehdiyev aus. Er belegte den fünften Platz bei den Europameisterschaften 2020 und 2021. Bei den Olympischen Spielen in Tokio belegte er ebenfalls den fünften Platz, nachdem er zuvor im Halbfinale gegen den Deutschen Eduard Trippel und im Kampf um Bronze gegen den Usbeken Davlat Bobonov verloren hatte.
Ende 2021 siegte Özerler bei den türkischen Meisterschaften. Im Sommer 2022 gewann er den Titel bei den Mittelmeerspielen in Oran. 2023 erkämpfte Özerler bei den Europameisterschaften in Montpellier eine Bronzemedaille, nachdem er im Halbfinale gegen den Serben Nemanja Majdov verloren hatte. Im Februar 2024 gewann Özerler den Grand Slam in Paris. Fünf Monate später schied er bei den Olympischen Spielen 2024 in Paris in seinem Auftaktkampf gegen den Aserbaidschaner Elcan Hacıyev aus.